# Championnat du monde des voitures de sport 1968
1967 1969
Le Championnat du monde des voitures de sport 1968 est la 16e saison du Championnat du monde des voitures de sport (WSC) FIA. Il est ouvert aux voitures Sport-prototypes pour les catégories S (Sports) et P (Prototype) et aux Grand Tourisme pour la catégorie GT. Ce championnat s'est couru du 3 février 1968 au 29 septembre 1968, comprenant dix courses.
En protestation contre une modification du règlement qui mettait hors jeu son modèle 330 P4 de quatre litres de cylindrée, la Scuderia Ferrari boycotte le championnat cette année-là.

## Calendrier
| Manche | Course                           | Circuit                        | Participants | Date                |
| ------ | -------------------------------- | ------------------------------ | ------------ | ------------------- |
| 1      | 24 Heures de Daytona             | Daytona International Speedway | 63           | 3 au 4 février      |
| 2      | 12 Heures de Sebring             | Sebring International Raceway  | 68           | 23 mars             |
| 3      | 6 Heures de Brands Hatch - BOAC† | Brands Hatch                   | 35           | 7 avril             |
| 4      | 1 000 km de Monza                | Autodromo Nazionale di Monza   | 35           | 25 avril            |
| 5      | Targa Florio                     | Palermo                        | 66           | 5 mai               |
| 6      | 1 000 km du Nürburgring          | Nürburgring                    | 76           | 19 mai              |
| 7      | 1 000 km de Spa                  | Circuit de Spa-Francorchamps   | 37           | 26 mai              |
| 8      | 6 Heures de Watkins Glen         | Watkins Glen International     | 28           | 14 juillet          |
| 9      | 500 km de Zeltweg†               | Circuit de Zeltweg             | 19           | 25 août             |
| 10     | 24 Heures du Mans                | Le Mans                        | 54           | 28 au 29 septembre‡ |

† - Course n'acceptant que les voitures de Sport-Prototypes, les GT ne participant pas.

‡ - L'épreuve des 24 Heures du Mans était initialement programmée pour le 15 et 16 juin, mais a été reportée dans le calendrier à cause des événements de mai 68.

## Résultats de la saison

### Attribution des points
Les points sont distribués aux six premiers de chaque course dans l'ordre de 9-6-4-3-2-1 points.
Les constructeurs ne reçoivent les points que de leur voiture la mieux classée, les autres voitures du même constructeur ne marquant aucun point.

### Courses
| Manche | Circuit           | Équipe vainqueur Sports-Prototype                                   | Équipe vainqueur GT                     | Résultats |
| Manche | Circuit           | Pilote vainqueur Sports-Prototype                                   | Pilote vainqueur GT                     | Résultats |
| ------ | ----------------- | ------------------------------------------------------------------- | --------------------------------------- | --------- |
| 1      | Daytona           | #54 Porsche Engineering                                             | #31 Sunray DX Oil Company               | Résultats |
| 1      | Daytona           | Jo Siffert Hans Herrmann Vic Elford Jochen Neerpasch Rolf Stommelen | Jerry Grant Dave Morgan                 | Résultats |
| 2      | Sebring           | #49 Porsche Engineering                                             | #3 Sunray DX Oil Company                | Résultats |
| 2      | Sebring           | Jo Siffert Hans Herrmann                                            | Hap Sharp Dave Morgan                   | Résultats |
| 3      | Brands Hatch      | #4 John Wyer Automotive                                             | Aucun                                   | Résultats |
| 3      | Brands Hatch      | Jacky Ickx Brian Redman                                             |                                         | Résultats |
| 4      | Monza             | #40 John Wyer Automotive                                            | #68 IGFA                                | Résultats |
| 4      | Monza             | Paul Hawkins David Hobbs                                            | Dieter Glemser Helmut Kelleners         | Résultats |
| 5      | Palermo           | #224 Porsche Engineering                                            | #82 Écurie Les Corsaires                | Résultats |
| 5      | Palermo           | Vic Elford Umberto Maglioli                                         | Claude Haldi Pierre Greub Edgar Berney  | Résultats |
| 6      | Nürburgring       | #2 Porsche Engineering                                              | #110 Sepp Greger                        | Résultats |
| 6      | Nürburgring       | Jo Siffert Vic Elford                                               | Sepp Greger Malte Huth                  | Résultats |
| 7      | Spa-Francorchamps | #33 John Wyer Automotive                                            | #63 IGFA                                | Résultats |
| 7      | Spa-Francorchamps | Jacky Ickx Brian Redman                                             | Dieter Glemser Helmut Kelleners         | Résultats |
| 8      | Watkins Glen      | #5 John Wyer Automotive                                             | #59 Brumos Porsche                      | Résultats |
| 8      | Watkins Glen      | Jacky Ickx Lucien Bianchi                                           | Peter Gregg Bert Everett                | Résultats |
| 9      | Zeltweg           | #1 Porsche Engineering                                              | Aucun                                   | Résultats |
| 9      | Zeltweg           | Jo Siffert                                                          |                                         | Résultats |
| 10     | Le Mans           | #9 John Wyer Automotive                                             | #43 Jean-Pierre Gaban                   | Résultats |
| 10     | Le Mans           | Pedro Rodriguez Lucien Bianchi                                      | Jean-Pierre Gaban Roger van der Schrick | Résultats |

### Championnat du monde des constructeurs
Il y a deux classements, un premier pour toutes les catégories et un deuxième pour la catégorie GT uniquement.
Les voitures qui participent aux courses et qui ne font pas partie des catégories S (Sport), P (Prototypes) ou GT (Grand Tourisme) ne sont pas inscrites au championnat. Seuls les cinq meilleurs résultats sont pris en compte dans le classement. Les autres points ne sont pas comptabilisés et sont indiqués en italique.

#### Classement toutes catégories
| Pos | Constructeur   | 1 | 2 | 3 | 4 | 5 | 6 | 7 | 8 | 9†  | 10 | Total |
| --- | -------------- | - | - | - | - | - | - | - | - | --- | -- | ----- |
| 1   | Ford           |   |   | 9 | 9 |   | 4 | 9 | 9 | 2   | 9  | 45    |
| 2   | Porsche        | 9 | 9 | 6 | 6 | 9 | 9 | 6 | 3 | 4,5 | 6  | 42    |
| 3   | Alfa Romeo     | 3 |   |   |   | 6 | 2 |   |   | 1,5 | 3  | 15,5  |
| 4=  | Chevrolet      |   | 4 |   |   |   |   |   |   |     |    | 4     |
| 4=  | Howmet         |   |   |   |   |   |   |   | 4 |     |    | 4     |
| 4=  | Alpine-Renault |   |   |   | 4 |   |   |   |   |     |    | 4     |
| 7   | Ferrari        |   |   | 2 |   |   |   |   |   |     |    | 2     |
| 8   | Lola           |   |   | 1 |   |   |   |   |   |     |    | 1     |

† - La 9e manche n'a rapporté que la moitié des points à cause de sa courte distance.

#### Classement catégorie GT
La catégorie GT n'a pas participé aux troisième et neuvième manches. Seuls les cinq meilleurs résultats sont retenus pour le championnat.
| Pos | Constructeur | 1 | 2 | 4 | 5 | 6 | 7 | 8 | 10 | Total |
| --- | ------------ | - | - | - | - | - | - | - | -- | ----- |
| 1   | Porsche      | 6 | 6 | 9 | 9 | 9 | 9 | 9 | 9  | 45    |
| 2   | Chevrolet    | 9 | 9 |   |   |   |   | 6 |    | 24    |
| 3   | MG           |   | 1 | 2 |   |   | 6 |   |    | 9     |
| 4   | Lancia       |   |   |   | 4 |   |   |   |    | 4     |
| 5   | Fiat         |   |   | 1 |   |   |   |   |    | 1     |